# Mama Baldé
Mama Samba Baldé (* 6. November 1995 in Bissau) ist ein guinea-bissauisch-portugiesischer Fußballspieler, der aktuell bei Stade Brest in der Ligue 1 spielt.

## Karriere

### Verein
Baldé begann seine fußballerische Ausbildung 2005 bei RD Algueirão. Im Sommer 2008 wechselte er zur SU Sintrense, wo er fünf Jahre lang spielte, ehe er in die Jugendakademie von Sporting Lissabon wechselte. Mitte Mai 2014 debütierte er bei der zweiten Mannschaft in der Segunda Liga im Profibereich und bekam gegen Sporting Braga B seinen einzigen Saisoneinsatz. In der Saison 2014/15 bekam er dort bereits zwei Einsätze und wurde im Januar 2015 an den Viertligisten Benfica e Castelo Branco verliehen. Dort schoss er bis zum Saisonende ein Tor in neun Ligaspielen. Nach seiner Rückkehr wurde er in der Spielzeit 2015/16 zum Stammspieler, schoss ein Tor in 38 Spielen und wurde als linker Außenverteidiger eingesetzt. Die Saison 2016/17 beendete er mit 17 Einsätzen und drei Vorlagen bei der zweiten Mannschaft Sportings. Im Sommer 2017 wechselte Baldé für ein Jahr auf Leihbasis zum portugiesischen Erstligisten Desportivo Aves. Am fünften Spieltag debütierte er dort in der ersten Liga das erste Mal bei einem 2:1-Sieg über Belenenses SAD. Nachdem er das erste Mal auf dem Flügel eingesetzt worden war, traf er gegen selbigen Gegner im Rückspiel das erste Mal in der Primeira Liga. Insgesamt spielte er 17 Saisonspiele insgesamt, wobei er dreimal traf und mit dem Team den Pokal 2018 gewann. Für die Saison 2018/19 wurde er erneut für ein Jahr an Aves verliehen. In jener Spielzeit kam er in wettbewerbsübergreifend 35 Partien zum Einsatz und traf zehnmal.
Nach seiner erneuten Rückkehr wechselte Baldé nach Frankreich zum Erstligisten FCO Dijon. In der neuen Liga debütierte er direkt am ersten Spieltag bei einer 1:2-Niederlage gegen die AS Saint-Étienne. Am achten Spieltag schoss er beim ersten Saisonsieg gegen Stade Reims sein erstes Tor in der Ligue 1 und legte den anderen Treffer beim 2:1-Sieg vor. Von den 28 Saisonspielen absolvierte er 24 und traf sechsmal 2019/20. In der Spielzeit 2020/21 spielte Baldé 29 Ligaspiele, wobei er sieben Treffer erzielen konnte, mit dem Verein jedoch als Tabellenletzter in die Ligue 2 abstieg.
Daraufhin wechselte er zum Ligue-1-Aufsteiger ES Troyes AC, der dreieinhalb Millionen Euro Ablöse zahlte. Hier kam er in seiner ersten Saison 30 Mal in der Ligue 1 zum Zug und schoss dabei drei Tore. In der Folgespielzeit 2022/23 schoss er für Troyes in 34 Ligaspielen zwölf Tore und stieg dennoch auch mit Troyes ab.
Anschließend wurde er für eine Leihgebühr von zwei Millionen Euro an den Erstligisten Olympique Lyon verliehen. Nachdem er in 55 Prozent der Spiele von Lyon zum Einsatz gekommen war, wurde Baldé automatisch für sechs Millionen Euro zum 1. Juli 2024 fest verpflichtet. Am 30. August 2024 wurde er zum Ligakonkurrenten Stade Brest weiterverkauft.

### Nationalmannschaft
Am 25. Juni 2019 debütierte Baldé bei einer 0:2-Niederlage gegen Kamerun beim Afrika-Cup 2019 für die guinea-bissauische A-Nationalmannschaft. Er spielte bei dem Turnier dreimal, ehe Guinea-Bissau nach der Gruppenphase ausschied. Anfang September 2021 schoss er gegen den Sudan in der WM-Qualifikation bei einem 4:2-Sieg sein erstes Tor im Nationaltrikot. Beim Afrika-Cup 2022 stand Baldé in allen drei Gruppenspielen in der Startelf, kam mit seinem Land jedoch nicht über die Gruppenspiele hinaus. Beim Afrika-Cup 2024 bestritt er zwei der drei Gruppenspiele, ehe die Mannschaft erneut nach der Gruppenphase ausschied.

## Erfolge
Desportivo Aves
- Portugiesischer Pokalsieger: 2018